# کوشو (دوره)
کوشو (به ژاپنی: 康正 Kōshō) نام یک عصر تاریخی ژاپنی بود. این عصر بعد از کیوتوکو و قبل از چوروکو قرار داشت و از ژوئیه ۱۴۴۵ تا سپتامبر ۱۴۵۷ میلادی به طول انجامید. در طی این عصر امپراتور گو-هانزونو امپراتور ژاپن بود.